# Steinbock (Tierkreiszeichen)

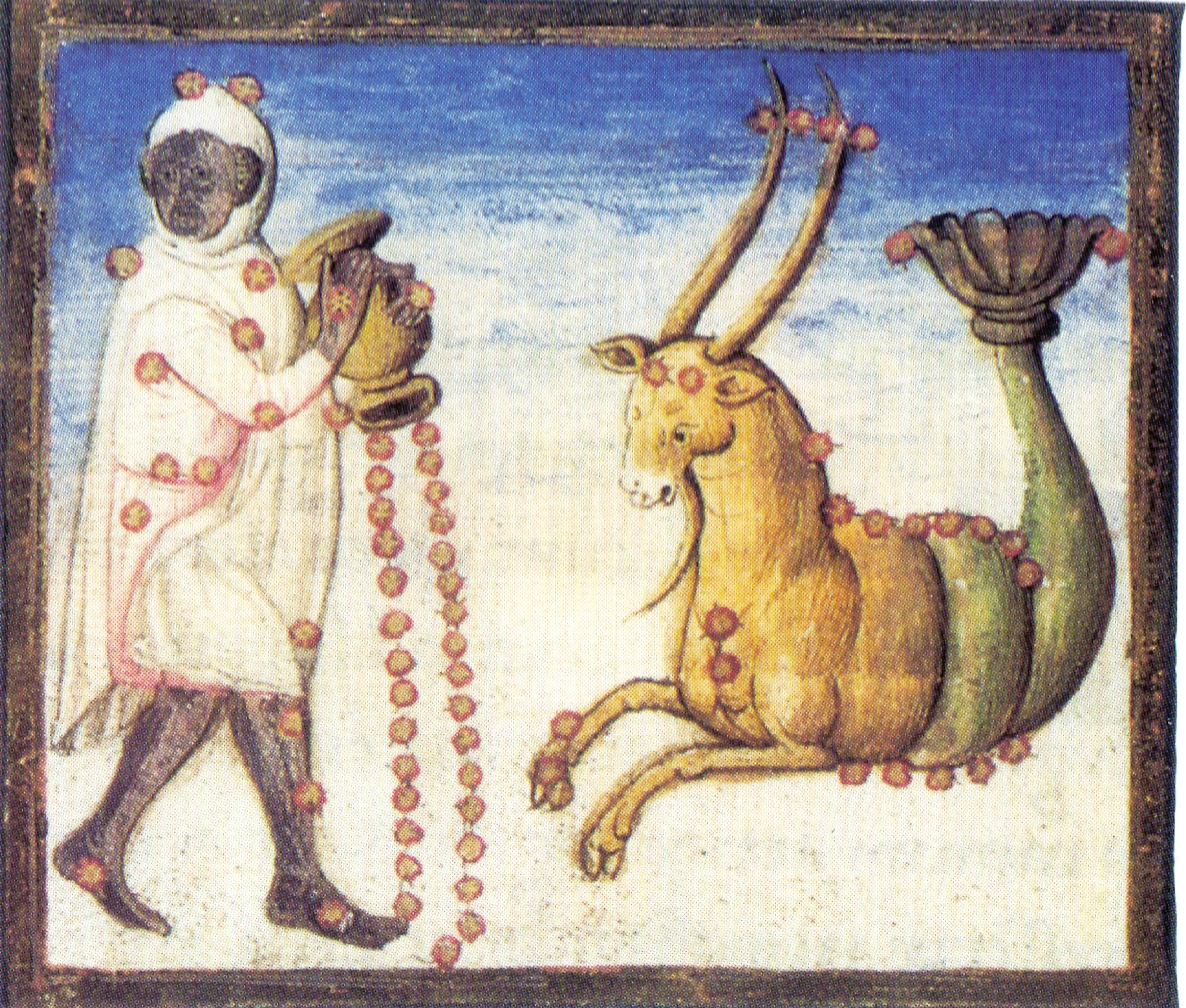
Steinbock und Wassermann (Buchillustration des 15. Jahrhunderts)

Astrologisches Symbol des Steinbocks

Das Tierkreiszeichen Steinbock (altgriechisch αἰγοκερεύς Aigokereus, lateinisch Capricornus) entspricht dem zehnten Abschnitt des Tierkreises von 270° bis 300° ekliptikaler Länge ab dem Frühlingspunkt.
Die Sonne befindet sich im Mittel in der Zeit zwischen 22. Dezember und 20. Januar in diesem Zeichen. Aufgrund der Wanderung des Frühlingspunktes entspricht das Tierkreiszeichen Steinbock heute nicht mehr dem Sternbild Steinbock. Im Sternbild Steinbock befindet sich die Sonne ungefähr in der Zeit zwischen 20. Januar und 16. Februar.
Nach dem Tetrabiblos des Claudius Ptolemäus
- ist der Steinbock weiblich (I.12) und
- der Saturn ist Herrscher des Zeichens (I.17),
- und Mars ist im Steinbock exaltiert (I.19).

Als melothesische Entsprechung wurden dem Steinbock in der antiken und mittelalterlichen Iatroastrologie (so etwa bei Arnald von Villanova) die Knie zugeordnet. Die zugeordnete Gottheit war Vesta.
Mit Stier und Jungfrau bildet der Steinbock das Trigon des Elements Erde und mit Widder, Krebs und Waage das Quadrat der vier tropischen oder Kardinalzeichen.
Das Zeichen war bereits Teil des babylonischen Tierkreises. Auf den MUL.APIN-Tafeln erscheint es als „Ziegenfisch“ (SUḪUR.MAŠ).
Dargestellt wird das Zeichen seit der Antike meist als Mischwesen aus Ziege und Fisch. Das Vorderteil ist das einer Ziege, das Hinterteil ist ein Fischschwanz. Erst in moderneren Darstellungen erscheint das Zeichen als Steinbock. Das astrologische Symbol zeigt eine grafische Kombination aus den Hörnern der Ziege (bzw. des Steinbocks) und einem sich ringelnden Fischschwanz.
Das Unicode-Zeichen für das Symbol ist U+2651 (♑).